# Olymp Jindřichův Hradec
Olymp Jindřichův Hradec je jindřichohradecký hokejbalový klub, který je účastníkem 1. národní hokejbalové ligy, který byl založen v roce 1994. V té době Olymp vsadil na výchovu mládeže a společně s přidruženými kluby nohejbalu a dalšími sportovními oddíly vychovával mládež ke sportu.

## Historie

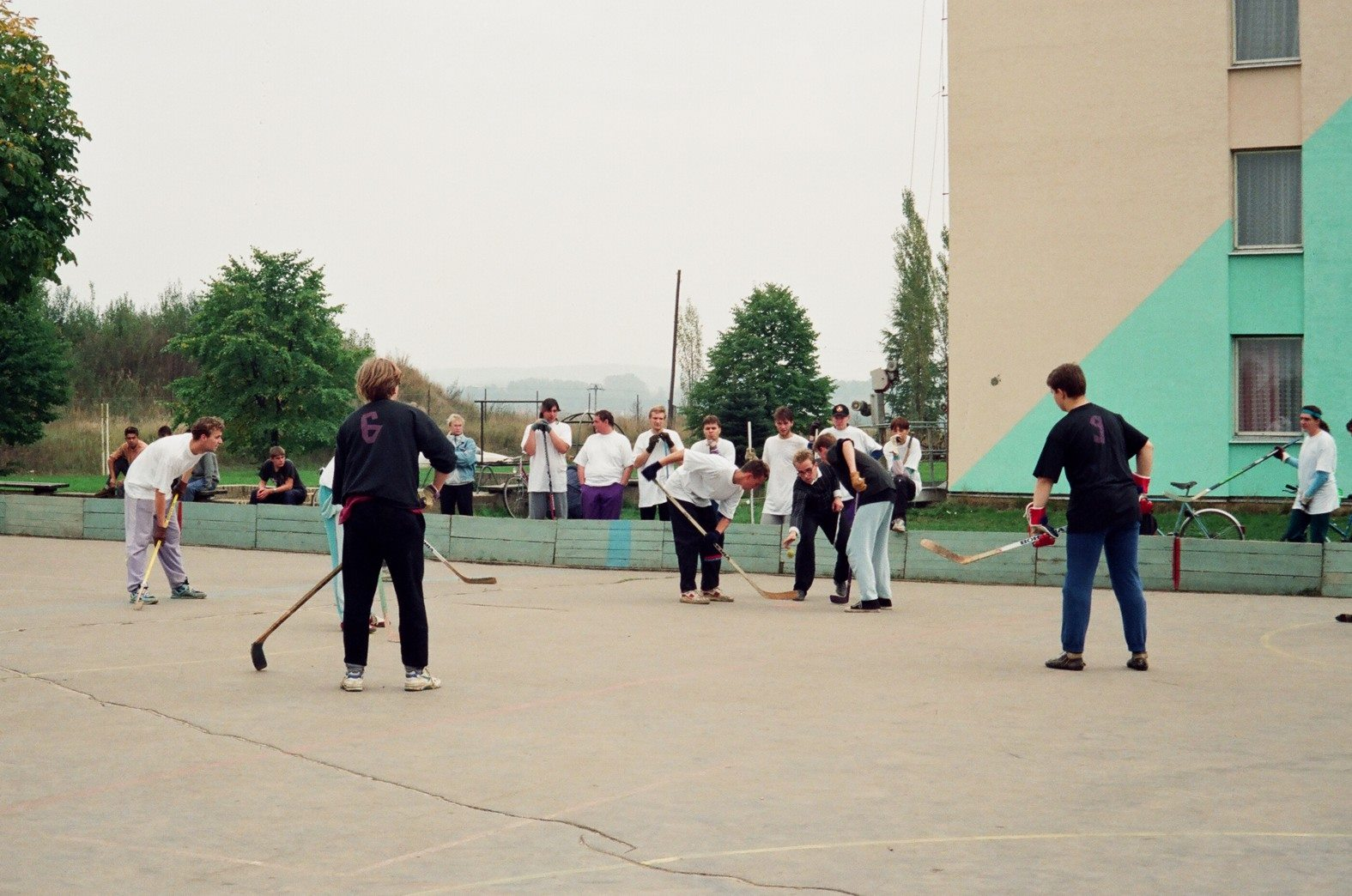
Olymp při svém první utkání v historii

Klub hokejbalistů začínal na provizorním hřišti v sídlišti Vajgar. Později se předseda Roman Pišný a František Uhlíř rozhodli hrát organizovaně. Výsledkem bylo uspořádání 1. ročníku Městské ligy, podle jejichž výsledků se týmy rozdělily do výkonnostních soutěží. Olymp v té době měl týmy v okresním přeboru i okresní soutěži. Prvním postupem klubu byla krajská liga, ve které se klub díky dospívajícímu dorostu stále zlepšoval. V sezóně 2004/2005 klub s vynikajícími výsledky, získal druhé místo, před klubem Vltava České Budějovice. Tento klub sestoupil z hokejbalové extraligy, baráž do 1. národní ligy odmítl a tak ji Olymp přijal.
V 1. národní hokejbalové lize se v první sezóně klub umístil v první čtyřce. Po rozpadu hokejbalového klubu Nová Včelnice přešli kvalitní hráči do týmu Olympu, který mohl začít budovat sestavu, která nakonec ukázala své kvality v sezóně 2010/2011. V předešlé sezóně klub skončil na třetím místě, když porazil tým Alfa Pardubice (dnes H.A.K. Pardubice) a poté v 5 zápasech prohrál s klubem Ježci Heřmanův Městec. Postupová sezóna začala příchodem trenéra Jana Donauschachtla. A-tým s přehledem zvítězil v základní části, ve čtvrtfinále se podařilo vyřadit klub CSKA Karlovy Vary a v semifinále klub SK Ďáblové Praha. Po finálové porážce týmu Kova postoupil do baráže. V baráži A-tým porazil tým z moravských Sudoměřic a postoupil společně s Karvinou do extraligy.
V extralize se v průběhu sezóny dařilo vzájemnou výměnou hráčů spolupracovat s klubem v Suchdole nad Lužnicí. V závěru sezóny byla naděje na účast v play off, ale špatné výsledky potvrdili to, že A-tým byl bez play off. Hráči pomohli B-týmu vyhrát nejnižší soutěž a následující rok nastoupit v 2. lize.
V druhém ročníku se klubu nedařilo a z extraligy sestoupil, odešel trenér Donauschachtl a s ním i část hráčů. Došlo ke zrušení B-týmu, který svou kvalitou na ligu nedosahoval.

## Současnost
Od sezóny 2013/2014 klub usiluje o efektivnější fungování. V první poextraligové sezóně klub skončil v semifinále s Kovem Praha. V dalším zaznamenal 4. účast v semifinále v řadě, ale skončil po prohře s CSKA Karlovy Vary, které soutěž vyhrály. Do dalšího ročníku klub nastoupil znovu s trenérem Janem Donauschachtlem.